# Alfa Romeo 75
Alfa Romeo 75 (162B), у Північній Америці знана як Milano — компактний спортивний задньоприводний седан, який вироблявся італійською фірмою Alfa Romeo з 1985 по 1992 роки. 75 була відносно успішною — протягом 3-х років було вироблено 170,000 машин і до 1992 року зробили ще близько 187,300.

## Загальні відомості

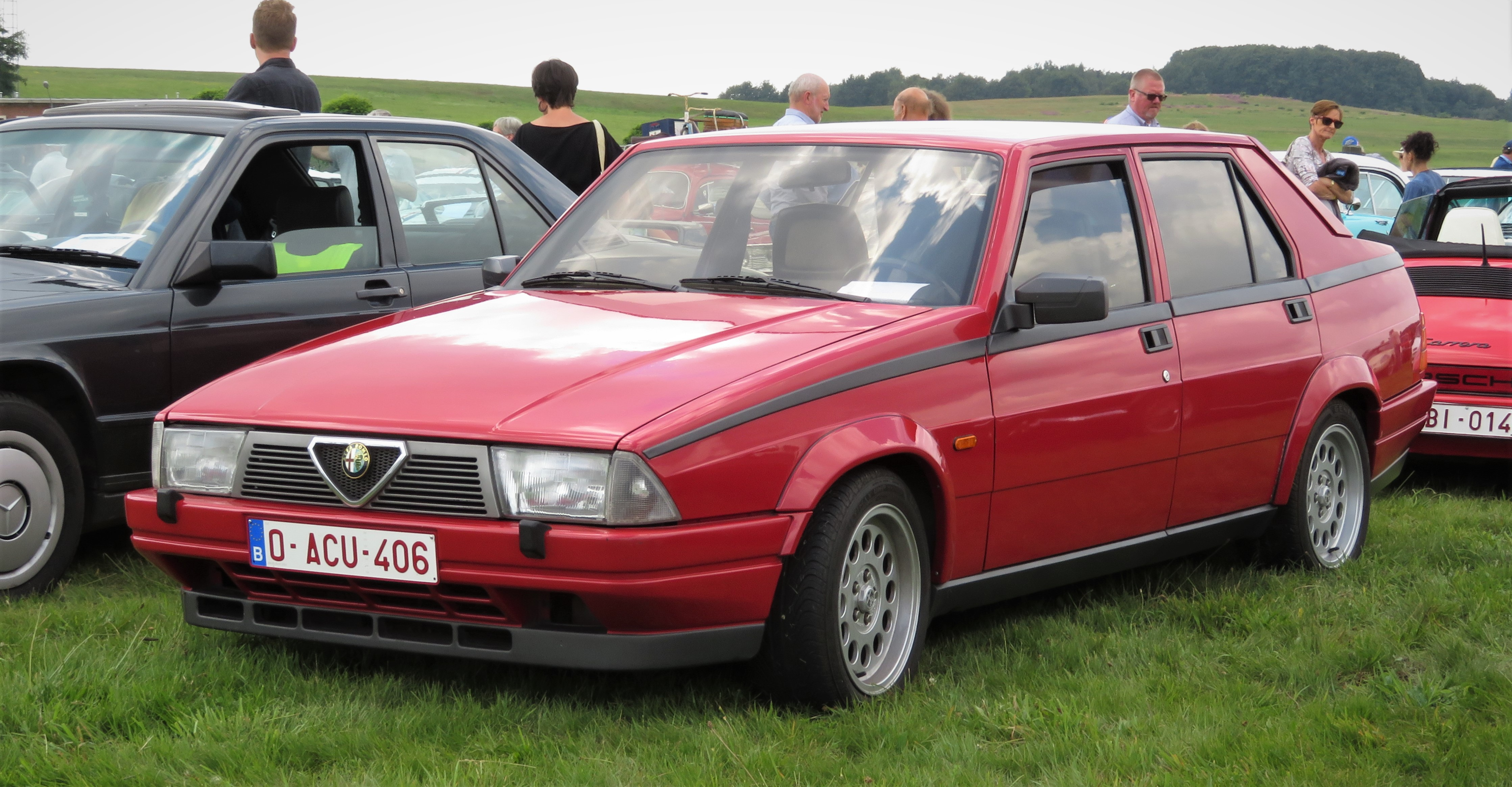
Alfa Romeo 75 (1985—1988)

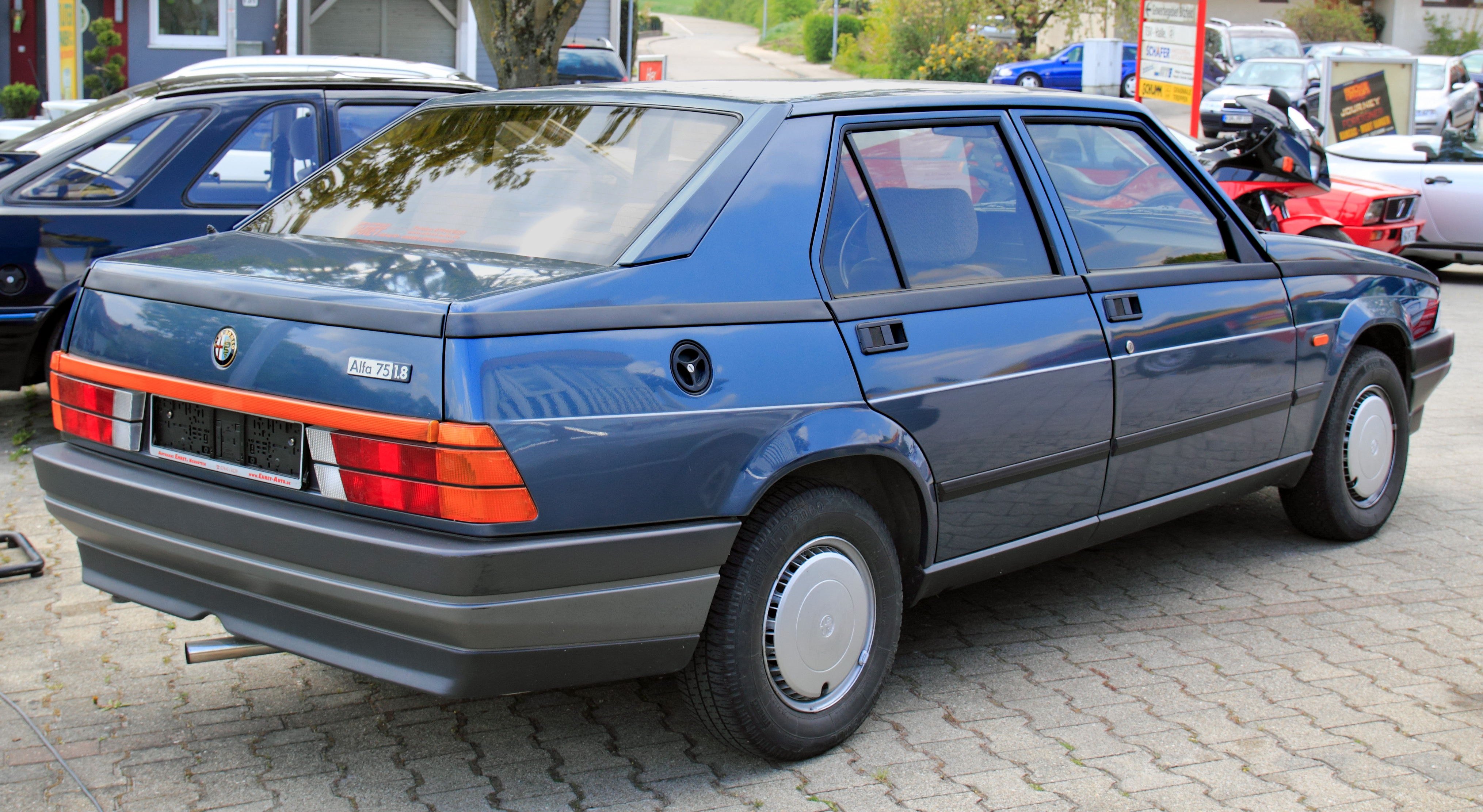
Alfa Romeo 75, вигляд ззаду

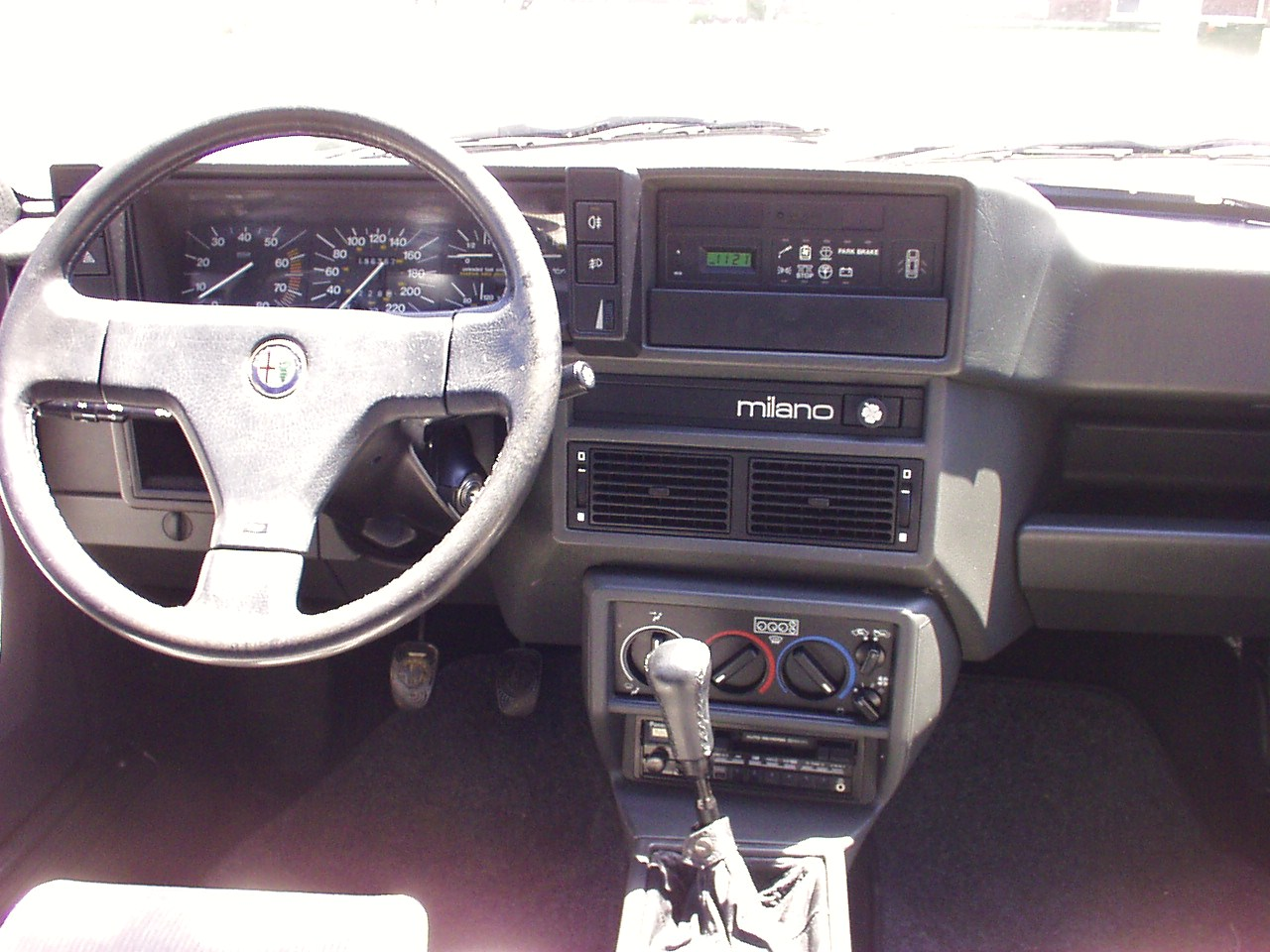

75 була продемонстрована у травні 1985 році для заміни Alfetta та Giulietta Nuova (з якими у неї дуже багато спільних компонентів), і була названа з нагоди 75-річчя фірми. Дизайн кузова, створений головою Alfa Romeo Centro Stile Ерманно Крессоні, був виконаний у вигляді ударного клину, що звужується до фронтальної частини з фарами у формі паралелепіпеду і відповідної радіаторної решітки (подібне рішення було застосоване на Alfa 33 905-ї серії, дизайн якої також зробив Крессоні).
У 1986 році на виставці у Турині, разом з модернізованою версією седана, показали прототип універсалу 75, привабливий попередник 156 Sportwagon. Однак випуск цієї версії було скасовано, коли Фіат отримала контроль над Альфою. Автомобіль був зроблений італійським кузовним майстром Райтоном Фіссоре і використовував 75 Турбо як основу, за що й називався 75 Turbo Wagon. В 1987 році на автомобільному шоу в Женеві показали дві версії універсалів, одним з яких був Turbo Wagon, а інший був маркований як Sportwagon.

## Інтер'єр та екстер'єр
Alfa Romeo 75 виглядає як всебічно покращена модель Giulietta, схожість видно неозброєним оком. Зовнішній дизайн не можна назвати інакше, ніж консервативним і мінімалістичним — основними елементами є плоский дах і прямі лінії корпусу. Кузов має досить незграбну форму, далеку від сучасних аеродинамічних конструкцій. На передній його частині розміщуються квадратні головні фари і така ж фальшрадіаторна решітка, в центрі якої в декоративному трикутнику знаходиться логотип компанії. Бампери виконані з використанням міцного пластику. 
Автомобіль має досить простору в задній частині салону для розміщення двох людей звичайної комплекції і дитини.мБагажне відділення досить містке і підійде для перевезення, наприклад, малогабаритних покупок або декількох валіз середнього розміру. Салон автомобіля зберіг деякі фірмові особливості Alfa Romeo. Перемикачі передніх електричних склопідйомників вбудовані в стелю, а кнопки управління радіо розташовані позаду важеля перемикання передач, що не дуже зручно. У салоні є система кондиціонування, яка добре справляється з контролем температури.

## Технічні особливості
У 75 було застосовано декілька дуже незвичних технічних рішень, найзначнішим з яких був факт практично ідеального балансу між передньою та задньою віссю.Це було досягнуто за допомогою використання схеми Транзаксель — встановлення звичайної 5-швидкісної КПП позаду і поєднання її із заднім диференціалом (задній привід). Спереду в підвісці була застосована торсіонна балка, ззаду — складний трикутник Де Діон; ця конструкція оптимізувала керованість автомобіля; більш того, задні гальмівні диски були встановлені посеред задньої осі — біля групи КПП-диференціал. Колінчастий вал двигуна був приєднаний безпосередньо до двосекційного карданного валу, який ішов вздовж усього автомобіля від двигуна до коробки передач і обертався зі швидкістю двигуна. Секції валу були з'єднані еластичними муфтами для запобігання вібраціям та пошкодженню двигуна або КПП. 2-літровий Твін Спарк та 3-літровий V6 додатково оснащувалися самоблокованим диференціалом.
На 75 встановлювали дуже сучасний діагностичний комп'ютер, який називався Alfa Romeo Control та був здатний слідкувати за системами двигуна та попереджати водіїв про потенційні проблеми.

## Turbo Evoluzione

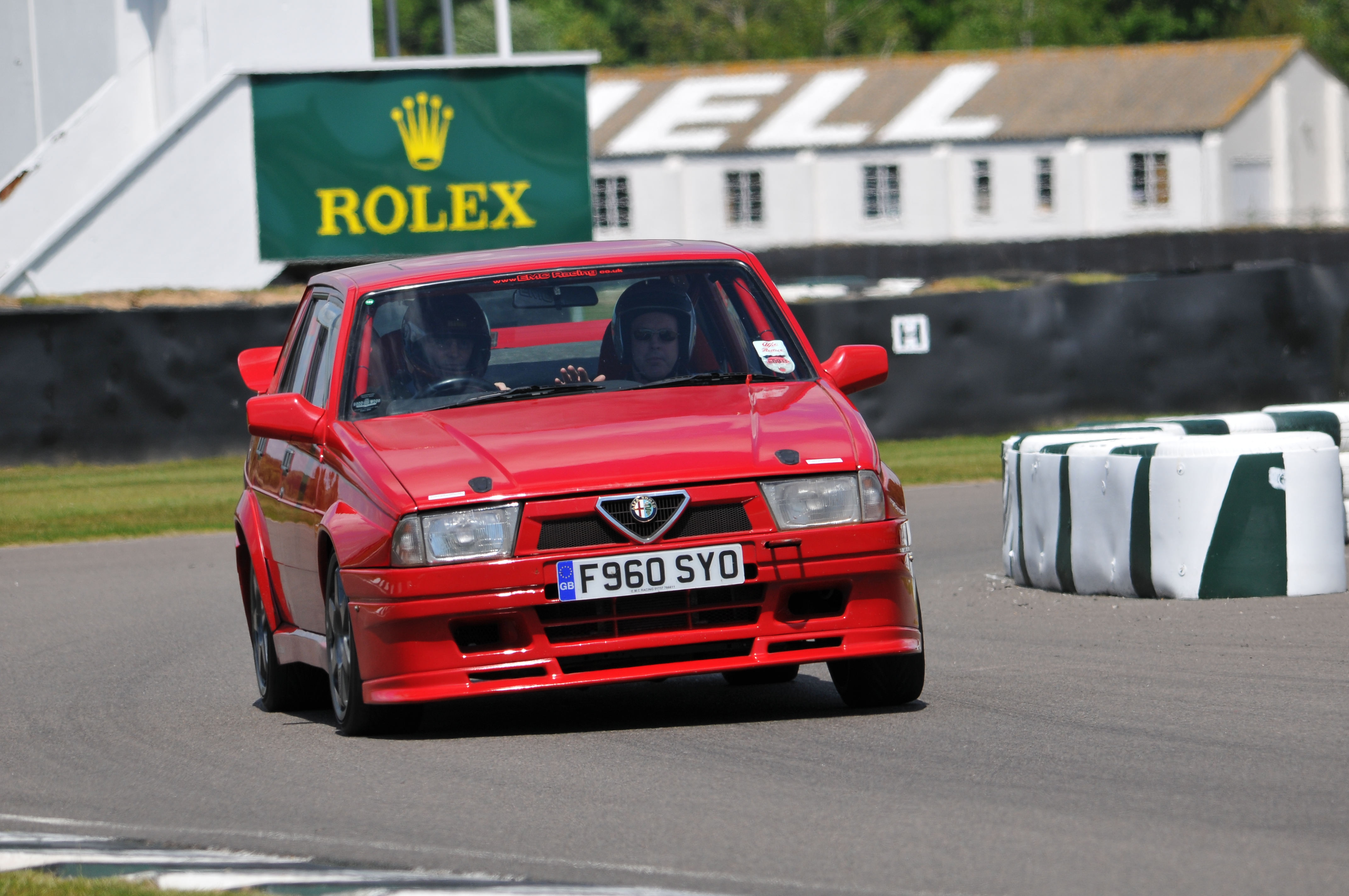
Alfa Romeo 75 Turbo Evoluzione

Було збудовано усього лише 500 екземплярів версії Turbo Evoluzione навесні 1987, щоб задовольнити нормативи групи А.Машина зазнала великої кількості змін порівняно зі звичаною турбо версією. Двигун був розміром у 1762 см3 (звичайний — 1779 см3) та заявлена потужність була аналогічною до звичайної версії, але двигун був здібніший до покращення своїх властивостей.

## Двигуни

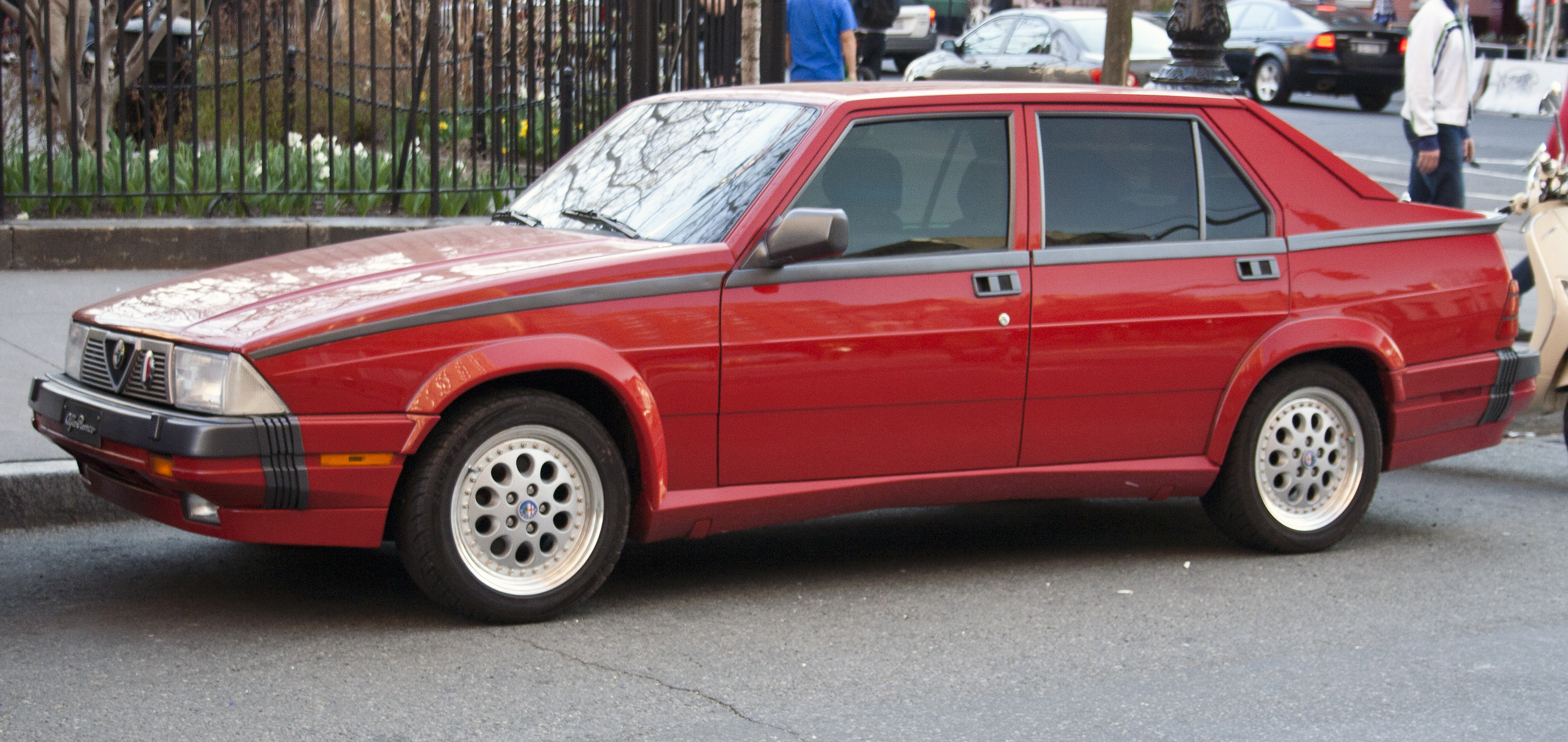
Alfa Romeo Milano QV 3.0

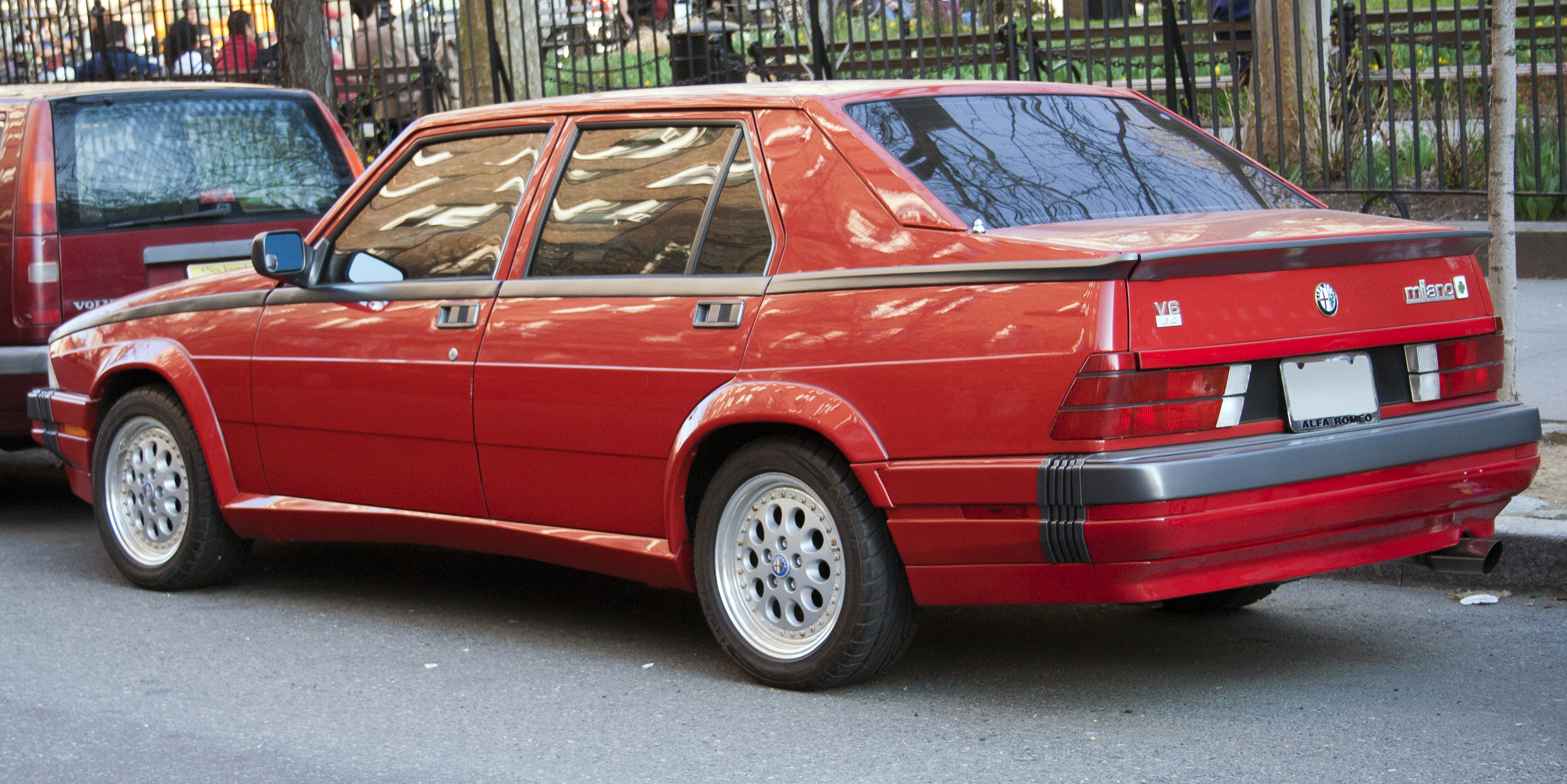
Alfa Romeo Milano QV 3.0

Від запуску можна було придбати 75 з одним із чотирьох двигунів — 4-циліндрових 1.6, 1.8, та 2.0-літрових бензинових карбюратнорних двигунів або 2.0-літрового турбодизеля з інтеркулером виробництва VM Motori, та 2.5-літрового інжекторного V6. У 1986 представили 75 Turbo, який мав інжекторний 1779 см3 двигун Twin Cam з використанням турбокомпресор Garrett T3, інтеркулер та масляний радіатор.
У 1987 році додався 3.0-літровий V6 та 2.0-літровий Twin Cam був реконструйований для використання двох запальних свічок на кожному з циліндрів; цей двигун був перейменований на Twin Spark. З паливним інжектором та регульованими фазами газорозподілення цей двигун був здатен видавати 148 к.с. У Північній Америці, де машина була знана як Milano, продавалися тільки версії з двигунами V6, від 1987 до 1989 року.
У 1988 році знов пройшло оновлення двигунів, був доданий більший дизельний двигун та карбюраторний 1.8-літровий двигун був замінений на інжекторну версію (також 1.8). Наприкінці 1989 такої ж зміни зазнав 1.6-літровий двигун, та у 1990 турбована та трилітрова версії отримали більше потужності та оновлену підвіску.
- Запуск, травень 1985
  - 1,6 (1570 cc) карбюраторний, 110 к.с. @ 5800 об/хв та 146 Н·м @ 4000 об/хв
  - 1,8 (1779 cc) карбюраторний, 120 к.с. @ 5300 об/хв та 170 Н·м @ 4000 об/хв
  - 2,0 (1962 cc) карбюраторний, 128 к.с. @ 5400 об/хв та 183 Н·м @ 4000 об/хв
  - 2.0 (1995 cc) турбодизель, 95 к.с. @ 4300 об/хв (тільки ринки з правостороннім рухом)
  - 2,5 (2492 cc) інжекторний V6, 156 к.с. @ 5600 об/хв та 206 Н·м @ 3200 об/хв

- 1986
  - 1,8 (1779 cc) інжекторний турбо, 155 к.с. @ 5800 об/хв та 226 Н·м @ 3200 об/хв

- 1987
  - 2,0 (1962 cc) Твін Спарк, 148 к.с. @ 5800 об/хв та 186 Н·м @ 4000 об/хв (вдосконалення існуючого 2.0 двигуна)
  - 3,0 (2959 cc) V6, 188 к.с. @ 5800 об/хв та 250 Н·м @ 3000 об/хв ('Milano' тільки на ринку США)

- 1988
  - 1.6 з каталізатором, 105 к.с. @ 6000 об/хв
  - 1,8 інжекторний, 122 к.с. @ 5500 об/хв об/хв та 157 Н·м @ 4000 об/хв (заміна існуючого 1.8)
  - 2,4 (2393 cc) турбодизель, 112 к.с. @ 4200 об/хв та 235 Н·м @ 2400 об/хв
  - 3,0 V6 AMERICA з каталізатором, 188 к.с. @ 5800 об/хв та 250 Н·м @ 3000 об/хв (тільки Європейський ринок)

- 1990
  - 1,6 інжекторний, 107 к.с. @ 6000 об/хв та 137 Н·м @ 4000 об/хв
  - 1.8 Turbo Quadrifoglio Verde, 165 к.с. @ 5800 об/хв
  - 2.0 TS з каталізатором, 148 к.с. @ 5800 об/хв (заміна існучого Твін Спарку)
  - 3,0 V6 Potenziata 192 к.с. @ 5800 об/хв та 250 Н·м @ 3000 об/хв (заміна існуючого 3.0)

## Автоспорт
Альфа Ромео та її гоночна команда Alfa Corse змагалася на 75 Turbo групи А у World Touring Car Championship у сезоні 1987 року; серед водіїв команди були присутні такі гонщики, як Нікола Ларіні, Габриелє Тарквіні, Сандро Нанніні, Жак Лаффіт та Маріо Андретті.
Джанфранко Бранкателлі виграв Italia Superturismo Championship у 1988 на Альфі 75 Turbo і Джорджіо Франчіа посів друге місце у ITC 1991 року.Дев'ята Giro d'Italia 1988 року була виграна командою Мікі Б'язіон, Тіціано Сів'єро та Рікардо Патрезе на 75 Turbo Evoluzione IMSA.